# 田村町下行合
田村町下行合（たむらまち しもゆきあい）は、福島県郡山市の大字である。郵便番号は963-0726。

## 地理
郡山市南東部の田村地区に属する。北で上野山、北東で大平町、東で中田町赤沼、南で田村町上行合、南西で大河原、外河原、西で船場向、十貫河原、北西で水門町とそれぞれ隣接する。概ね町村制施行以前の田村郡下行合村の流れを汲む地域である。一級水系阿武隈川支流の谷田川右岸流域の平地を主な範囲とする。谷田川東側の平地には田畑が広がり、東部の丘陵地の麓に集落が広がるほか、高台を造成した団地も立地する。谷田川西側にもわずかに当大字の区域が広がり、郡山中央工業団地の一角である郡山鉄工団地の工場群が広がる。田村町大善寺に所在する郡山警察署田村駐在所及び田村町岩作に所在する郡山消防署田村分署がそれぞれ管轄にあたる。

### 主な字
字
- 朝日舞
- 前田
- 五郎内
- 宮田
- 船場前

- 上河原
- 御膳前
- 根柄巻
- 古道内
- 石山田

### 河川・湖沼
一級水系阿武隈川水系
- 谷田川
- 上の池

## 歴史
- 1879年1月27日 - 守山藩領下行合村が福島県内における郡区町村制の施行により田村郡の村となる。
- 1889年4月1日 - 町村制の施行により下行合村が大平村・上行合村・金屋村・小川村・手代木村と合併し田村郡高瀬村が発足する。旧下行合村域は高瀬村の大字となる。
- 1955年1月1日 - 高瀬村の一部が守山町と谷田川村と合併し田村町が発足し、田村町の大字となる。
- 1965年5月1日 - 田村町が郡山市、安積郡富久山町、日和田町、熱海町、安積町、喜久田村、逢瀬村、片平村、三穂田村、湖南村と合併し新たな郡山市が設立され、郡山市の大字となる。

## 世帯数と人口
2024年1月1日現在の世帯数と人口は以下の通りである。
| 大字         | 世帯数  | 人口  |
| ------------ | ------- | ----- |
| 田村町下行合 | 342世帯 | 827人 |

## 小・中学校の学区
市立小・中学校に通う場合、学区は以下の通りとなる。
| 番地           | 小学校             | 中学校                 |
| -------------- | ------------------ | ---------------------- |
| 上河原、御膳前 | 郡山市立芳賀小学校 | 郡山市立郡山第四中学校 |
| 上記を除く全域 | 郡山市立高瀬小学校 | 郡山市立高瀬中学校     |

## 交通

### 道路
- 福島県道65号小野郡山線
  - 谷田川橋
- 福島県道73号二本松金屋線
- 福島県道297号斎藤下行合線
- 一級市道59号金屋道場線

## 施設
- 東北電力 郡山変電所
- 下行合集会所
- 宮田団地
- 郡山中央工業団地（郡山鉄工団地）
  - 林精機製造 郡山事業所
  - 関谷機工 郡山工場
  - 三進金属工業 郡山営業所
  - 森製作所 郡山工場
- 行合寺
- 八幡神社